# 大相撲平成30年9月場所
大相撲平成30年9月場所（おおずもうへいせい30ねん9がつばしょ）は、2018年9月9日から9月23日まで両国国技館で開かれた大相撲本場所である。
幕内最高優勝は、横綱・白鵬翔（15戦全勝・5場所ぶり41回目）。

## 場所前の話題
- 今場所に進退がかかる横綱・稀勢の里が4場所ぶりに出場するとあって、その取り組みに注目された。
- 先場所13勝2敗で優勝した関脇・御嶽海が今場所大関昇進がかかるとあって、その取り組みに期待された。

## 番付・星取表
| 東       | 東         | 東       | 番付   | 西       | 西        | 西           |
| 四股名   | 成績       | 結果     | 番付   | 四股名   | 成績      | 結果         |
| -------- | ---------- | -------- | ------ | -------- | --------- | ------------ |
| 鶴竜     | 10勝5敗    |          | 横綱   | 白鵬     | 15勝0敗   | 幕内最高優勝 |
| 稀勢の里 | 10勝5敗    |          | 横綱   |          |           |              |
| 豪栄道   | 12勝3敗    | 優勝次点 | 大関   | 髙安     | 11勝4敗   |              |
|          |            |          | 大関   | 栃ノ心   | 9勝6敗    |              |
| 御嶽海   | 9勝6敗     |          | 関脇   | 逸ノ城   | 8勝7敗    |              |
| 玉鷲     | 4勝11敗    |          | 小結   | 貴景勝   | 9勝6敗    |              |
| 勢       | 3勝12敗    |          | 前頭筆 | 魁聖     | 8勝7敗    |              |
| 豊山     | 3勝10敗2休 |          | 前頭2  | 千代大龍 | 5勝10敗   |              |
| 正代     | 6勝9敗     |          | 前頭3  | 遠藤     | 3勝12敗   |              |
| 千代の国 | 4勝11敗    |          | 前頭4  | 阿炎     | 6勝9敗    |              |
| 妙義龍   | 8勝7敗     |          | 前頭5  | 朝乃山   | 7勝8敗    |              |
| 輝       | 7勝8敗     |          | 前頭6  | 阿武咲   | 4勝11敗   |              |
| 松鳳山   | 7勝8敗     |          | 前頭7  | 栃煌山   | 8勝7敗    |              |
| 宝富士   | 7勝8敗     |          | 前頭8  | 琴奨菊   | 7勝8敗    |              |
| 北勝富士 | 9勝6敗     |          | 前頭9  | 大翔丸   | 5勝10敗   |              |
| 碧山     | 7勝8敗     |          | 前頭10 | 大栄翔   | 8勝7敗    |              |
| 佐田の海 | 8勝7敗     |          | 前頭11 | 旭大星   | 1勝6敗8休 |              |
| 隠岐の海 | 8勝7敗     |          | 前頭12 | 錦木     | 10勝5敗   |              |
| 竜電     | 10勝5敗    |          | 前頭13 | 貴ノ岩   | 10勝5敗   |              |
| 隆の勝   | 8勝7敗     |          | 前頭14 | 千代丸   | 6勝9敗    |              |
| 千代翔馬 | 8勝7敗     |          | 前頭15 | 嘉風     | 11勝4敗   |              |
| 琴勇輝   | 6勝9敗     |          | 前頭16 | 石浦     | 4勝11敗   |              |

## 優勝争い
進退がかかる横綱・稀勢の里は、初日の勢戦は完勝したものの、2日目以降は苦戦する相撲が連続した。しかしそれでも土俵際の逆転など薄氷の勝利で白星を拾い続け、5連勝としていた。6日目の千代大龍戦・中日の玉鷲戦・11日目の逸ノ城戦は何にもできず完敗したが、中盤以降は相撲内容も向上していき、久々に千秋楽まで皆勤して10勝で取り終え、進退問題はひとまずクリアとなる結果になった。角番の大関・栃ノ心は、9日目までに4敗を喫するなど際どい状況であったが、11日目に全勝の横綱・鶴竜を破るなど大関の意地を見せ、14日目の阿炎戦で8勝目を挙げて角番脱出。千秋楽も髙安に送り出しで勝利して9勝で取り終えた。大関昇進がかかる関脇・御嶽海は、安定した内容で初日から5連勝としたが、6日目に豪栄道に大関の意地を見せつけられると、3横綱に全敗するなど中日から5連敗。大関昇進は白紙に近い所まで戻るどころか、勝ち越しも危うい状況となった。しかし、13日目以降は連勝して何とか9勝を挙げた。特に14日目は優勝を争っていた高安を破るなど意地を見せた。また、九州場所へ向けて大関昇進の可能性も僅かながら残した。
9日目を終えて、全勝は白鵬と鶴竜の両横綱、1敗で髙安と豪栄道の両大関と平幕の竜電が追うという展開であった。翌10日目はまず竜電が石浦に寄り倒しで敗れて2敗に後退した。更にこの日は豪栄道－高安という1敗同士での大関対決が組まれ、腕捻りという珍技で高安が勝利、1敗を守った。更に白鵬は逸ノ城を、鶴竜は御嶽海という両関脇をそれぞれ寄り切りで完勝し10連勝。この時点で全勝は白鵬・鶴竜の両横綱・1敗で高安・2敗で稀勢の里・豪栄道・竜電・貴ノ岩という展開となり、両横綱のマッチレースの様相になると見られていた。翌11日目には優勝争いに大きな変化があった。まず2敗竜電は琴勇輝に押し出しで敗れ3敗に後退。貴ノ岩は元大関の琴奨菊を下手投げで、豪栄道は正代を寄り切りにて下しどちらも2敗守って9勝目。そして鶴竜は栃ノ心戦を迎えたが、もろ差しになったハナを栃ノ心の吊り寄りに遭遇し完敗、初黒星を喫した。その1番後に登場した稀勢の里も逸ノ城に全くの完敗、3敗で脱落した。そしてこの日の結びの一番は全勝白鵬－1敗高安という大一番が組まれ、白鵬勝てば単独首位・高安勝てば1敗で3人が並ぶ混戦模様となる展開となったが、立ち合いの駆け引きの末、白鵬が高安を押し倒しで一閃。11連勝として単独首位に立ち、高安は2敗となった。この結果、全勝で白鵬・1敗で鶴竜・2敗で豪栄道・高安・貴ノ岩という展開となり、前述の通り白鵬が単独トップに立った。翌12日目は貴ノ岩は松鳳山に押し出しで敗れ3敗に後退。この時点で平幕で優勝を争う力士は居なくなった。最初に登場した2敗豪栄道は阿炎を引き落としで下し、2敗を守り2桁白星に到達。白鵬は前日に鶴竜を止めた栃ノ心を掬い投げで完勝、12連勝とした。その1番後に登場した1敗鶴竜は2敗高安戦を迎えた。この取り組みは鶴竜が巻き替えた刹那、高安の上手投げに背中から落ち両者2敗で並んだ。12日目終了時点で全勝が白鵬・1敗が居なくなり、2敗で鶴竜・豪栄道・高安となり、俄然白鵬の独走という展開となった。翌13日目は高安が阿炎を気迫の突き出しで下して11勝2敗。その1番後（結び前）に登場した白鵬は、横綱に昇進以降の稀勢の里との初対決となったが、稀勢を全く寄せ付けず寄り切りで完勝、13連勝とした。そして結びの一番は鶴竜－豪栄道の2敗同士の生き残り戦であったが、豪栄道が鶴竜を押し出しで一蹴して2敗で生き残った。一方の鶴竜は3敗で脱落。結果この日の終了時点で全勝が白鵬・2敗で豪栄道と高安という展開になり、翌14日目にも優勝が決まるという展開に代わった。そして重要な14日目。2敗高安は御嶽海と、全勝白鵬は結びで2敗の豪栄道との取り組みが組まれ、白鵬勝てば千秋楽を待たずして優勝決定、敗れれば優勝争いは千秋楽へ持ち越しという状況であった。まず2敗高安は勝ち越しのかかる御嶽海との一番を迎えたが、物言いのつく相撲で高安が御嶽に惜敗し3敗目。優勝争いから脱落した。結果、これにより全勝白鵬と2敗豪栄道が生き残り、両者が結びの一番で顔を合わせた。この取り組みもやはり立ち合いの駆け引きがあり3度目で立ち、白鵬が体を入れ替えての上手投げで豪栄道を制して14連勝、5場所ぶり41回目の優勝を千秋楽を待たずして決めるとともに、幕内1,000勝も同時に達成した。翌千秋楽も白鵬は鶴竜に完勝して全勝優勝を飾った。優勝争いに登場した力士の最終成績は、鶴竜は終盤5連敗（横綱・大関陣に全敗）で10勝・豪栄道は12勝・高安は千秋楽も栃ノ心に敗れ11勝。平幕の竜電と貴ノ岩は10勝であった。
三賞は、1947年の三賞制度制定以来初めて、殊勲・敢闘・技能いずれも該当者がいなかった。

## 各段優勝・三賞
※力士情報は2018年9月場所当時のもの。
| タイトル     | タイトル     | 四股名     | 地位           | 成績       | 部屋       | 出身                     | 回数・備考                   |
| ------------ | ------------ | ---------- | -------------- | ---------- | ---------- | ------------------------ | ---------------------------- |
| 幕内最高優勝 | 幕内最高優勝 | 白鵬翔     | 西横綱         | 15勝0敗    | 宮城野部屋 | モンゴル・ウランバートル | 5場所ぶり41回目              |
| 三賞         | 殊勲賞       | 該当者なし | 該当者なし     | 該当者なし | 該当者なし | 該当者なし               | 三賞全ての該当者なしは史上初 |
| 三賞         | 敢闘賞       | 該当者なし | 該当者なし     | 該当者なし | 該当者なし | 該当者なし               | 三賞全ての該当者なしは史上初 |
| 三賞         | 技能賞       | 該当者なし | 該当者なし     | 該当者なし | 該当者なし | 該当者なし               | 三賞全ての該当者なしは史上初 |
| 十両優勝     | 十両優勝     | 德勝龍誠   | 東十両11枚目   | 11勝4敗    | 木瀬部屋   | 奈良県奈良市             | 大奄美との優勝決定戦を制す   |
| 幕下優勝     | 幕下優勝     | 極芯道貴裕 | 東幕下5枚目    | 7戦全勝    | 錦戸部屋   | 兵庫県尼崎市             |                              |
| 三段目優勝   | 三段目優勝   | 朝興貴祐貴 | 西三段目3枚目  | 7戦全勝    | 鏡山部屋   | 兵庫県高砂市             |                              |
| 序二段優勝   | 序二段優勝   | 朝倉大樹   | 西序二段90枚目 | 7戦全勝    | 時津風部屋 | 千葉県柏市               |                              |
| 序ノ口優勝   | 序ノ口優勝   | 光内洸太   | 東序ノ口31枚目 | 7戦全勝    | 阿武松部屋 | 高知県高知市             |                              |